# ناحیه کازو
ناحیه کازو (به لاتین: Kazo District) یک منطقهٔ مسکونی در اوگاندا است که در استان غربی، اوگاندا واقع شده‌است. ناحیه کازو ۱٬۵۵۶ کیلومتر مربع مساحت و ۱۷۷٬۰۵۴ نفر جمعیت دارد.